# Adelowalkeria comstocki
Adelowalkeria comstocki är en fjärilsart som beskrevs av Fleming 1945. Adelowalkeria comstocki ingår i släktet Adelowalkeria och familjen påfågelsspinnare. Inga underarter finns listade i Catalogue of Life.